# B' Katīgoria
La B' Katīgoria o Seconda Divisione (in greco Β' κατηγορία ποδοσφαίρου ανδρών Κύπρου, cioè Seconda categoria di calcio maschile a Cipro) è la seconda categoria per importanza del campionato cipriota di calcio.

## Struttura
Le squadre partecipanti sono 16: si incontrano tra di loro in partite di andata e ritorno, per un totale di 30 incontri. La prima classificata è promossa in A' Katīgoria, le ultime tre sono retrocesse in G' Katīgoria.

## Storia
Fino al 1953-1954 esistevano varie categorie inferiori, non ben organizzate o strutturate; a partire da quell'anno il campionato fu disputato con regolarità.
Tutte le squadre della A' Katīgoria hanno disputato almeno una stagione in questa categoria, tranne APOEL, Omonia e Anorthōsis.

## Squadre partecipanti 2022-2023
- Achyrōnas Onīsilos
- AEZ Zakakiou
- Alkī Oroklini
- Anagennīsī Deryneia
- Agia Napa
- Ermīs Aradippou
- Ethnikos Achnas
- MEAP Nīsou
- Olympias Lympion
- Omonia 29is Maiou
- Omonia Aradippou
- Othellos Athīainou
- PAEEK Kerynias
- Pegeia 2014
- Xylotymbou
- Ypsonas

## Albo d'oro

### Stagioni non ufficiali
I primi tornei erano riservati alle squadre riserve della A' Katīgoria.
| Stagione  | Vincitore      |
| --------- | -------------- |
| 1934-1935 | APOEL          |
| 1935-1936 | Trast          |
| 1936-1937 | APOEL          |
| 1937-1938 | APOEL          |
| 1938-1939 | APOEL          |
| 1939-1940 | APOEL          |
| 1940-1941 | Non disputato  |
| 1941-1942 | Non disputato  |
| 1942-1943 | Non disputato  |
| 1943-1944 | Non disputato  |
| 1944-1945 | EPA Larnaca    |
| 1945-1946 | APOEL          |
| 1946-1947 | APOEL          |
| 1947-1948 | APOEL          |
| 1948-1949 | APOEL          |
| 1949-1950 | APOEL          |
| 1950-1951 | AEL Limassol   |
| 1951-1952 | Çetinkaya Türk |
| 1952-1953 | APOEL          |

### Stagioni ufficiali
| Stagione  | Vincitore            | Altre Squadre Promosse                       |
| --------- | -------------------- | -------------------------------------------- |
| 1953-1954 | Arīs Limassol        | Era prevista un'unica promozione.            |
| 1954-1955 | Nea Salamis          | Era prevista un'unica promozione.            |
| 1955-1956 | Arīs Limassol        | Era prevista un'unica promozione.            |
| 1956-1957 | Apollōn Limassol     | Era prevista un'unica promozione.            |
| 1957-1958 | Orpheas Nicosia      | Era prevista un'unica promozione.            |
| 1958-1959 | non disputata        | non disputata                                |
| 1959-1960 | Alkī Larnaca         | AYMA Nicosia                                 |
| 1960-1961 | EN.A.O.              | Nessuna promozione in massima serie          |
| 1961-1962 | Panellinios Limassol | Nessuna promozione in massima serie          |
| 1962-1963 | Panellinios Limassol | Nessuna promozione in massima serie          |
| 1963-1964 | non disputata        | non disputata                                |
| 1964-1965 | Orpheas Nicosia      | Nessuna promozione in massima serie          |
| 1965-1966 | APOP Paphou          | Era prevista un'unica promozione.            |
| 1966-1967 | ASIL Lysī            | Era prevista un'unica promozione.            |
| 1967-1968 | Evagoras Paphou      | Era prevista un'unica promozione.            |
| 1968-1969 | EN Paralimni         | Era prevista un'unica promozione.            |
| 1969-1970 | Digenīs Morphou      | Era prevista un'unica promozione.            |
| 1970-1971 | APOP Paphou          | Era prevista un'unica promozione.            |
| 1971-1972 | Evagoras Paphou      | ASIL Lysī, Arīs Limassol                     |
| 1972-1973 | APOP Paphou          | Era prevista un'unica promozione.            |
| 1973-1974 | ASIL Lysī            | Era prevista un'unica promozione.            |
| 1974-1975 | Digenīs Morphou      | Nessuna promozione in massima serie          |
| 1976-1977 | Chalkanoras Idaliou  | Era prevista un'unica promozione.            |
| 1976-1977 | APOP Paphou          | Era prevista un'unica promozione.            |
| 1977-1978 | Omonia Aradippou     | Era prevista un'unica promozione.            |
| 1978-1979 | Keravnos Strovolos   | Era prevista un'unica promozione.            |
| 1979-1980 | Nea Salamis          | Era prevista un'unica promozione.            |
| 1980-1981 | Evagoras Paphou      | APOP Paphou                                  |
| 1981-1982 | Alkī Larnaca         | Arīs Limassol                                |
| 1982-1983 | Ermīs Aradippou      | Ethnikos Achnas                              |
| 1983-1984 | Olympiakos Nicosia   | Evagoras Paphou                              |
| 1984-1985 | Ermīs Aradippou      | APOP Paphou                                  |
| 1985-1986 | Ethnikos Achnas      | Omonia Aradippou                             |
| 1986-1987 | APEP Pitsilia        | Anagennīsī Deryneia                          |
| 1987-1988 | Keravnos Strovolos   | Omonia Aradippou                             |
| 1988-1989 | Evagoras Paphou      | Alkī Larnaca                                 |
| 1989-1990 | EPA Larnaca          | APEP Pitsilia                                |
| 1990-1991 | Evagoras Paphou      | Omonia Aradippou                             |
| 1991-1992 | Ethnikos Achnas      | APOP Paphou                                  |
| 1992-1993 | Omonia Aradippou     | APEP Pitsilia                                |
| 1993-1994 | Arīs Limassol        | Era prevista un'unica promozione.            |
| 1994-1995 | Evagoras Paphou      | Alkī Larnaca                                 |
| 1995-1996 | APOP Paphou          | Anagennīsī Deryneia, APEP Pitsilia           |
| 1996-1997 | AEL Limassol         | Evagoras Paphou, Ethnikos Assia              |
| 1997-1998 | Olympiakos Nicosia   | Doxa Katōkopias, Arīs Limassol               |
| 1998-1999 | Anagennīsī Deryneia  | Ethnikos Assia, APOP Paphou                  |
| 1999-2000 | Digenīs Morphou      | Arīs Limassol, Doxa Katōkopias               |
| 2000-2001 | Alkī Larnaca         | Ethnikos Assia, Ermīs Aradippou              |
| 2001-2002 | Nea Salamis          | Digenīs Morphou, Arīs Limassol               |
| 2002-2003 | Anagennīsī Deryneia  | Doxa Katōkopias, Onīsilos Sōtīra             |
| 2003-2004 | Nea Salamis          | Arīs Limassol, Alkī Larnaca                  |
| 2004-2005 | APOP Kinyras         | APEP Pitsilia, EN ThOΪ Lakatamia             |
| 2005-2006 | AEP Paphos           | Arīs Limassol, Agia Napa                     |
| 2006-2007 | APOP Kinyras         | Alkī Larnaca, Doxa Katōkopias                |
| 2007-2008 | AEP Paphos           | APEP Pitsilia, Atromītos Geroskīpou          |
| 2008-2009 | Ermīs Aradippou      | Arīs Limassol, Nea Salamis                   |
| 2009-2010 | Alkī Larnaca         | AEK Larnaca, Olympiakos Nicosia              |
| 2010-2011 | Arīs Limassol        | Nea Salamis, Anagennīsī Deryneia             |
| 2011-2012 | Agia Napa            | Doxa Katōkopias, AEP Paphos                  |
| 2012-2013 | Arīs Limassol        | AEK Koukliōn, Ermīs Aradippou                |
| 2013-2014 | Agia Napa            | Othellos Athīainou                           |
| 2014-2015 | EN Paralimni         | Arīs Limassol, Pafos                         |
| 2015-2016 | Karmiōtissa          | AEZ Zakakiou, Anagennīsī Deryneia            |
| 2016-2017 | Alkī Oroklini        | Olympiakos Nicosia, Pafos                    |
| 2017-2018 | EN Paralimni         | Era prevista un'unica promozione.            |
| 2018-2019 | Ethnikos Achnas      | Olympiakos Nicosia                           |
| 2019-2020 | Karmiōtissa          | Ermīs Aradippou                              |
| 2020-2021 | PAEEK Kerynias       | Arīs Limassol                                |
| 2021-2022 | Karmiōtissa          | Nea Salamis, Akritas Chlōrakas, EN Paralimni |
| 2022-2023 | Othellos Athīainou   | AEZ Zakakiou, Ethnikos Achnas                |

## Statistiche

### Vittorie per squadra
| Squadre             | Vittorie | Stagioni                           |
| ------------------- | -------- | ---------------------------------- |
| APOP Paphou         | 6        | 1966, 1971, 1973, 1975, 1977, 1996 |
| Evagoras Paphou     | 6        | 1968, 1972, 1981, 1989, 1991, 1995 |
| Arīs Limassol       | 5        | 1954, 1956, 1994, 2011, 2013       |
| Alkī Larnaca        | 4        | 1960, 1982, 2001, 2010             |
| Nea Salamis         | 4        | 1955, 1980, 2002, 2004             |
| Ermīs Aradippou     | 3        | 1983, 1985, 2009                   |
| EN Paralimni        | 3        | 1969, 2015, 2018                   |
| Ethnikos Achnas     | 3        | 1986, 1992, 2019                   |
| Karmiōtissa         | 3        | 2016, 2020, 2022                   |
| Olympiakos Nicosia  | 2        | 1984, 1998                         |
| Panellinios         | 2        | 1962, 1963                         |
| ASIL Lysī           | 2        | 1967, 1974                         |
| Digenīs Morphou     | 2        | 1970, 2000                         |
| Omonia Aradippou    | 2        | 1978, 1993                         |
| Keravnos Strovolos  | 2        | 1979, 1988                         |
| Anagennīsī Deryneia | 2        | 1999, 2003                         |
| APOP Kinyras        | 2        | 2005, 2007                         |
| AEP Paphos          | 2        | 2006, 2008                         |
| Agia Napa           | 2        | 2012, 2014                         |
| Apollōn Limassol    | 1        | 1957                               |
| Orpheas Nicosia     | 1        | 1958                               |
| E.N.A.O.            | 1        | 1961                               |
| Chalkanoras Idaliou | 1        | 1976                               |
| APEP Pitsilia       | 1        | 1987                               |
| EPA Larnaca         | 1        | 1990                               |
| AEL Limassol        | 1        | 1997                               |
| PAEEK Kerynias      | 1        | 2021                               |
| Othellos Athīainou  | 1        | 2023                               |